# 伊勒德巴
伊勒德巴（法語：Île-de-Batz，法語發音：[il də ba]）是法国菲尼斯泰尔省的一个市镇，属于莫尔莱区，领土涵盖同名海岛。

## 地理
伊勒德巴（48°44'40"N, 4°0'39"W）面积3.05 平方千米，位于法国布列塔尼大區菲尼斯泰尔省，该省份为法国最西部的省份，位于布列塔尼半岛西部，北西南三面环大西洋，东临阿摩尔滨海省和莫尔比昂省。
由于伊勒德巴领土为海洋中的一岛屿（外加几座小岛），故不与任何市镇接壤。
伊勒德巴的时区为UTC+01:00、UTC+02:00（夏令时）。

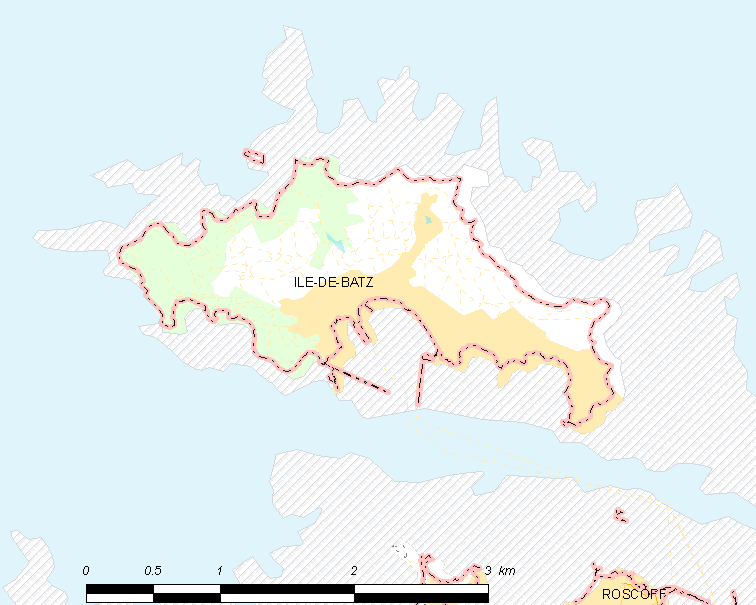
伊勒德巴的OSM定位图

## 行政
伊勒德巴的邮政编码为29253，INSEE市镇编码为29082。

## 政治
伊勒德巴所属的省级选区为圣波勒德莱昂县。

## 人口

1962-2008年间伊勒德巴人口变化图示

伊勒德巴于2022年1月1日时的人口数量为457人。